# Отпорный крюк

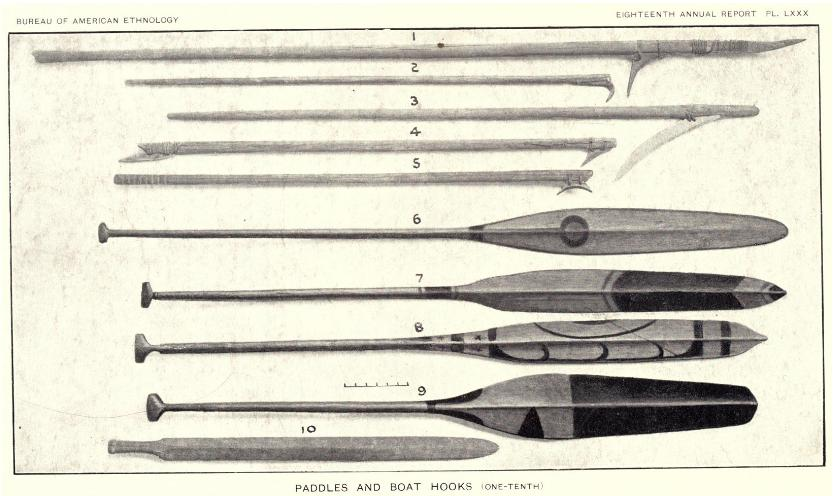
Разновидности отпорных крюков и весел, Аляска, ок. 1800. Хорошо видна эволюция от багра к отпорнику

Отпо́рный крюк, сокр. отпорник или крюк — древко с насаженным металлическим наконечником, имеющим два загнутых рожка, а иногда между ними прямой стержень с утолщением на конце. Служит для отталкивания носа шлюпки (катера) при отходе и подтягивания при подходе к кораблю (судну, другой шлюпке, катеру, трапу, пристани). Иногда называется шлюпочным крюком, на катерах (судах) — отпорным крюком.
Наконечник обычно стальной, типичный материал древка — дерево. Традиционный отпорный крюк мог иметь бронзовый, а у примитивных народов костяной наконечник. Более новые конструкции предлагают дюралевое или пластиковое древко и стальной или усиленный пластиковый наконечник. Для удобства хранения древко может выполняться раздвижным.
Отпорный крюк иногда путают с багром. Багор служит главным образом для зацепления или накалывания. Отпорный крюк, как следует из названия, для одерживания, предотвращения повреждений борта при касании.

## Литература

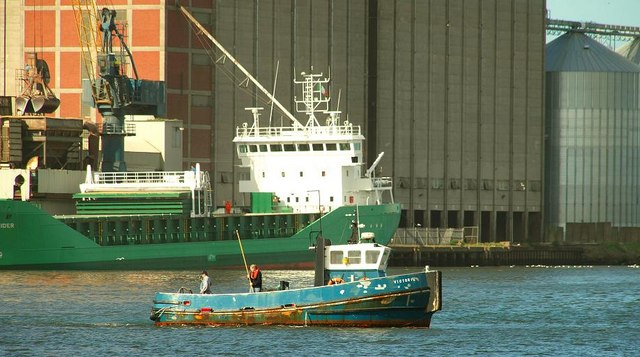
Рабочий катер, матрос с отпорным крюком